# Kutyafejű boa
A kutyafejű boa vagy pontatlan elnevezéssel zöld kutyafejű boa(Corallus caninus) a kígyók alrendjébe és az óriáskígyófélék (Boidae) családjába tartozó szárazföldi kígyófaj.

## Elterjedése, élőhelye
Dél-Amerika középső részén, elsősorban az Amazonas-medence környékén él, Brazília, Peru, Ecuador és Guyana területén.
Síkvidéki trópusi esőerdőkben, fákon élő faj. Többnyire olyan helyet kedvel, ahol nyílt vízfelület is van a közelben.

## Megjelenése
Feje lapos, felszínét apró pikkelyek fedik. Gödörszervei mélyek és feltűnőek, az ajakpajzsok között találhatóak.
Testhossza 1,5-2 méter. Alapszíne élénkzöld, hátán apró fehér foltok vagy csíkok láthatóak, rendezetlen formában és nagyon halványan. Ezek a keresztsávok feloldják testének körvonalát, és jól álcázzák az állatot. Hasa piszkosfehér vagy világossárga. Ajakpajzsuk világossárga.
A fiatal egyedek alapszíne általában narancsbarna-téglavörös, de lehet sárga is, mintázatuk világoszölddel szegélyezett fehér foltokból áll. Később több vedléssel, fokozatosan, 3-12 hónapos koruk között, kb. 1 méteres hosszúságnál érik el felnőttkori élénkzöld színüket.

## Életmódja
A fákon való élethez specializálódott faj, sohasem megy le a talajra. Napközben, pihenéskor egy vízszintes ágra tekeredve testgyűrűi tetején pihenteti fejét. Ilyenkor zöld színével, mintázatával és mozdulatlanságával szinte észrevehetetlen a fák lombjai között.
Főként éjszaka aktív. Vadászat közben farkával megkapaszkodik az ágakban, testét pedig laza S alakú gyűrűben lelógatja, így fejét és nyakát egy gyors mozdulattal képes az áldozat felé "kicsapni".
Táplálékát a fák koronájában, lesből elejtett gyíkok, madarak és kis emlősök alkotják. Mint a Corallus nembe sorolt fajoknál általában, ennél a fajnál is feltűnően nagyok a felső és alsó ajkakon levő érzékelőmezők, az ún. hőérzékelő gödrök. Elsősorban ezekkel lokalizálja áldozatait.
Méretéhez képest hosszú és erős, a szájának hátulsó feléből eredő görbe fogai vannak, melyek feltehetően a madarak elfogásához idomulva alakultak ki. Ezekkel ugyanis könnyen át tudja döfni a tollakat és meg tudja ragadni áldozatát, amíg testgyűrűivel körülfonja. Zsákmányát szorítással öli meg.

## Szaporodás
Elevenszülő, 7-14 ivadéka lehet. Utódait a fán hozza világra. A fiatal példányok (a felnőttekkel ellentétben) az alacsony bokrokon gyíkokra vadásznak.